# أوستن دوفولت
أوستن دوفولت (بالإنجليزية: Austin Dufault)‏ مواليد 3 يناير 1990 في ديكينسون، هو لاعب كرة سلة أمريكي. بدأ مسيرته الاحترافية في سنة 2012. يحمل الرقم 15. يبلغ طوله 6 قدم 9 بوصة (2.1 م). لعب مع نادي أوسترافا لكرة السلة في الدوري التشيكي الوطني لكرة السلة.

## روابط خارجية
- أوستن دوفولت على موقع كرة السلة الأوروبية.كوم (الإنجليزية)
- أوستن دوفولت على موقع كلية كرة السلة في سبورتس رفرنس.كوم (الإنجليزية)
- أوستن دوفولت على موقع ريلجم (الإنجليزية)
- أوستن دوفولت على موقع بروبوليرز (الإنجليزية)